# دایمبرگ
دایمبرگ (به آلمانی: Deimberg) یک شهر در آلمان است که در Lauterecken-Wolfstein واقع شده‌است. دایمبرگ ۹۷ نفر جمعیت دارد.